# Минквиц, Иоганнес (писатель)
Иоганнес Минквиц (нем. Johannes Minckwitz; 1812—1885) — немецкий филолог, писатель

, поэт и переводчик; профессор Лейпцигского университета.

## Биография
Иоганнес Минквиц родился 21 января 1812 года в Саксонии. Получил диплом в Институте имени Блохмана в городе Дрездене. По окончании обучения был принят в Лейпцигский университет, где стал читать лекции по греческой и немецкой поэзии.
Некоторое время был литературным агентом Августа фон Платена и в 1852 году опубликовал его поэтическое и литературное наследие в двух томах.
Высоко ценятся его переводы Софокла, Лукиана, Эсхила, Пиндара и Аристофана; Гомера он переложил прозой. Минквиц — большой поклонник Платена, которому он посвятил целое сочинение («Graf Platen als Mensch und Dichter», 1838) и, согласно «ЭСБЕ», подражает ему по форме в своих «Gedichte» (3 изд., 1876), часто впадая в утрировку.
В его драме «Der Prinzenraub» (1839) появляется в качестве действующего лица собака, с помощью которой спасается принц. Минквиц издал также: «Lehrbuch d. deutschen Verskunst» (6 изд., 1878), «Taschenwörterbuch der Mythologie aller Völker» (6-e изд., 1883) и литературно-историческую антологию «Der neuhochdeutsche Parnass, 1740—1860».
Иоганнес Минквиц умер 29 декабря 1885 года в городе Гейдельберге.

## Избранная библиография
- Lehrbuch der deutschen Verskunst. 6. Auflage. Leipzig 1878.
- Taschenwörterbuch der Mythologie aller Völker. 6. Auflage. Leipzig 1883.
- Der Tempel. Mythologie aller Kulturvölker. 2. Auflage. Alfred Oehmigkes Verlag, Leipzig um 1880.
- Lehrbuch der rhythmischen Malerei der deutschen Sprache. 2. Auflage. Leipzig 1858.
- Der illustrierte neuhochdeutsche Parnaß. 2. Auflage. Leipzig 1864.
- Vorschule zum Homer. Stuttgart 1863.
- Katechismus der Mythologie aller Kulturvölker. 3. Auflage. Leipzig Oehmigke 1874.
- Die deutsche Dichtkunst. Satirisch-komisches Lehrgedicht. Leipzig 1837.
- Der Prinzenraub. Schauspiel. Leipzig 1839.
- Gedichte. Leipzig 1847.
- Lieder und Oden. Leipzig 1854.
- Der Künstler. Novelle. Leipzig 1862.
- Die Weisen des Morgenlands. 2. Auflage. Leipzig 1865.
- Dem neuen Kaiser. Leipzig 1871.
- Graf von Platen als Mensch und Dichter. Literaturbriefe. Leipzig 1838.